# Giurisdizioni superiori (Italia)
Nell'ordinamento italiano, le giurisdizioni superiori sono cinque Corti giuridiche di particolare importanza. Esse sono:
- Corte di Cassazione
- Consiglio di Stato
- Corte dei Conti
- Corte costituzionale
- Tribunale superiore delle acque pubbliche

Per esercitare il patrocinio davanti a una di queste Corti, un avvocato deve essere iscritto a un albo speciale ed avere esercitato la professione per un minimo di 12 anni.